# Almendra en Obras II
Almendra en Obras II es el segundo y último álbum en vivo de la banda argentina Almendra grabado en el Estadio Obras Sanitarias en diciembre de 1979, en lo que constituyó el primer regreso del grupo luego de nueve años de separación. Las presentaciones fueron filmadas para una película que, aunque no llegó a editarse, es considerada como una obra de arte por el reflejo de la calidez y la energía de aquellos conciertos.
El material, la banda, el sonido, y la presentación de dos joyas inéditas: Jaguar herido e Hilando fino, que no fueron incluidas en el disco grabado en estudio El valle interior el año siguiente, hacen de este trabajo uno de los más recordados de Almendra. El disco estuvo descatalogado desde 1995 siendo reeditado nuevamente en 2018.

## Lista de temas
Lado A
1. Jaguar herido (Spinetta)
2. Color humano (Molinari)

Lado B
1. Hilando fino (Spinetta)
2. Muchacha (ojos de papel) (Spinetta)
3. Hermano perro (Spinetta)
4. Rutas argentinas (Spinetta)

## Personal
- Edelmiro Molinari: Guitarra y coros.
- Emilio del Guercio: Bajo y coros.
- Luis Alberto Spinetta: Guitarras y voz.
- Rodolfo García: Batería, Percusión, vibráfono y coros.

- Datos: Q5669740